# Долиновський Олег Вікторович
Олег Вікторович Долиновський (нар. 21 липня 1971) — український футболіст та футзаліст, який грав на позиції захисника. Найбільш відомий за виступами в клубі української вищої ліги «Металург» із Запоріжжя.

## Кар'єра футболіста
Олег Долиновський розпочав виступи у професійному футболі в 1993 році у складі команди української вищої ліги «Металург» із Запоріжжя, зіграв у її складі 4 матчі в чемпіонаті та 1 матч у Кубку України. У 1993—1994 роках Долиновський грав у складі футзальної команди «Ліанда» із Запоріжжя. Надалі футболіст грав у складі аматорських команд.